# Полум'янка
Полум'янка, гайлардія (Gaillardia) — рід рослин родини Айстрові з Північної та Південної Америки. В Україні адвентивними є Gaillardia aristata та Gaillardia pulchella. Посухостійкі однорічні та багаторічні рослини. 
Рід названий на честь французького судді XVIII століття Гайяра де Шарантоно (Gaillard de Charentonneau), мецената, покровителя ботаніки.
Однорічні рослини висотою 50-60 см, густо розгалужені і рясно квітучі.
Листки лопатчастої або подовжено-овальної форми, зазвичай покриті волосками.
Суцвіття великі, прості, часто напівмахрові або махрові. Напівмахрові суцвіття утворені двома-трьома рядами язичкових квіток по колу і дрібними трубчастими в центрі. Махрові складаються з розрослих трубчастих, які мають лійкоподібну форму. Квітки яскраво забарвлені, їх забарвлення може змінюватися від жовтого до помаранчевого, червоного, червоно-коричневого, бронзового, часто буває двокольорове.

## Види
- Gaillardia aestivalis (Walter) H.Rock
- Gaillardia amblyodon J.Gay
- Gaillardia aristata Pursh
- Gaillardia arizonica A.Gray
- Gaillardia cabrerae Covas
- Gaillardia coahuilensis B.L. Turner
- Gaillardia comosa A.Gray
- Gaillardia doniana (Hook. & Arn.) Griseb.
- Gaillardia × grandiflora Hort. ex Van Houtte
- Gaillardia gypsophila B.L.Turner
- Gaillardia henricksonii B. L.Turner
- Gaillardia megapotamica (Spreng.) Baker
- Gaillardia mexicana A.Gray
- Gaillardia multiceps Greene
- Gaillardia parryi Greene
- Gaillardia picta Шаблон:Sweet
- Gaillardia pinnatifida Torr.
- Gaillardia powellii B.L.Turner
- Gaillardia pulchella Foug.
- Gaillardia serotinum (Шаблон:Walter) H. Rocks
- Gaillardia spathulata A.Gray
- Gaillardia suavis (A.Gray & Engelm.) Britton & Rusby
- Gaillardia tontalensis Hieron.
- Gaillardia turneri Averett & A.M.Powell